# 驢頭狼
驢頭狼（又称驴头虫、驴子狼）是一种出没于中國湖北省、安徽省、河南省等地的一種驢頭狼身的神秘动物。驴头狼體形和毛驢差不多，但有四支像狼的利爪，是一種食肉動物。在1960年代，有不少人聲稱見過此種動物。一些生物學定認為驢頭狼是史前動物爪獸屬，这是生活在距今450万至700万年的歐洲、亞洲以及非洲大陸上的古生物。